# إنوكوجواك (كيبك)
إنوكوجواك (بالإنجليزية: Inukjuak, Quebec)‏ هي بلدة تقع في كندا في Nord-du-Québec. يقدر عدد سكانها بـ 1,597 نسمة ومساحتها 64.40 كم2 .

## المناخ
يظهر الجدول التالي التغييرات المناخية على مدار السنة لإنوكوجواك:
| البيانات المناخية لـإنوكوجواك     | البيانات المناخية لـإنوكوجواك | البيانات المناخية لـإنوكوجواك | البيانات المناخية لـإنوكوجواك | البيانات المناخية لـإنوكوجواك | البيانات المناخية لـإنوكوجواك | البيانات المناخية لـإنوكوجواك | البيانات المناخية لـإنوكوجواك | البيانات المناخية لـإنوكوجواك | البيانات المناخية لـإنوكوجواك | البيانات المناخية لـإنوكوجواك | البيانات المناخية لـإنوكوجواك | البيانات المناخية لـإنوكوجواك | البيانات المناخية لـإنوكوجواك |
| الشهر                             | يناير                         | فبراير                        | مارس                          | أبريل                         | مايو                          | يونيو                         | يوليو                         | أغسطس                         | سبتمبر                        | أكتوبر                        | نوفمبر                        | ديسمبر                        | المعدل السنوي                 |
| --------------------------------- | ----------------------------- | ----------------------------- | ----------------------------- | ----------------------------- | ----------------------------- | ----------------------------- | ----------------------------- | ----------------------------- | ----------------------------- | ----------------------------- | ----------------------------- | ----------------------------- | ----------------------------- |
| الدرجة القصوى قرينة الرطوبة       | −0.6                          | 2.4                           | 4.4                           | 6.5                           | 16.0                          | 32.4                          | 34.0                          | 28.4                          | 19.8                          | 12.2                          | 7.2                           | 1.4                           | 34.0                          |
| الدرجة القصوى °م (°ف)             | 0.6 (33.1)                    | 5.0 (41.0)                    | 3.9 (39.0)                    | 7.2 (45.0)                    | 23.3 (73.9)                   | 30.0 (86.0)                   | 27.8 (82.0)                   | 25.6 (78.1)                   | 22.8 (73.0)                   | 16.7 (62.1)                   | 8.3 (46.9)                    | 16.1 (61.0)                   | 30.0 (86.0)                   |
| متوسط درجة الحرارة الكبرى °م (°ف) | −21.0 (−5.8)                  | −21.6 (−6.9)                  | −16.3 (2.7)                   | −7.1 (19.2)                   | 1.2 (34.2)                    | 8.4 (47.1)                    | 13.2 (55.8)                   | 12.5 (54.5)                   | 7.7 (45.9)                    | 2.0 (35.6)                    | −4.2 (24.4)                   | −15.0 (5.0)                   | −3.4 (25.9)                   |
| المتوسط اليومي °م (°ف)            | −24.8 (−12.6)                 | −25.8 (−14.4)                 | −21.2 (−6.2)                  | −11.7 (10.9)                  | −1.9 (28.6)                   | 4.6 (40.3)                    | 9.4 (48.9)                    | 9.2 (48.6)                    | 5.1 (41.2)                    | −0.3 (31.5)                   | −7.4 (18.7)                   | −18.9 (−2.0)                  | −7.0 (19.4)                   |
| متوسط درجة الحرارة الصغرى °م (°ف) | −28.6 (−19.5)                 | −29.9 (−21.8)                 | −26.1 (−15.0)                 | −16.3 (2.7)                   | −5.1 (22.8)                   | 0.8 (33.4)                    | 5.5 (41.9)                    | 5.9 (42.6)                    | 2.5 (36.5)                    | −2.6 (27.3)                   | −10.6 (12.9)                  | −22.7 (−8.9)                  | −10.6 (12.9)                  |
| أدنى درجة حرارة °م (°ف)           | −46.1 (−51.0)                 | −49.4 (−56.9)                 | −45.0 (−49.0)                 | −34.4 (−29.9)                 | −25.6 (−14.1)                 | −9.4 (15.1)                   | −6.7 (19.9)                   | −2.8 (27.0)                   | −11.1 (12.0)                  | −22.8 (−9.0)                  | −33.9 (−29.0)                 | −43.3 (−45.9)                 | −49.4 (−56.9)                 |
| أدنى درجة حرارة تبريد الرياح      | −60                           | −58                           | −55                           | −46                           | −36                           | −15                           | −7                            | −5                            | −12                           | −31                           | −47                           | −55                           | −60                           |
| الهطول مم (إنش)                   | 14.4 (0.57)                   | 11.6 (0.46)                   | 15.5 (0.61)                   | 22.6 (0.89)                   | 27.0 (1.06)                   | 38.2 (1.50)                   | 60.1 (2.37)                   | 61.1 (2.41)                   | 70.1 (2.76)                   | 58.6 (2.31)                   | 50.6 (1.99)                   | 30.3 (1.19)                   | 459.9 (18.11)                 |
| معدل هطول الأمطار مم (إنش)        | 0.0 (0.0)                     | 0.1 (0.00)                    | 0.1 (0.00)                    | 3.6 (0.14)                    | 12.6 (0.50)                   | 33.6 (1.32)                   | 59.5 (2.34)                   | 61.1 (2.41)                   | 62.2 (2.45)                   | 28.2 (1.11)                   | 3.2 (0.13)                    | 0.4 (0.02)                    | 264.6 (10.42)                 |
| متوسط تساقط الثلوج سم (إنش)       | 15.0 (5.9)                    | 12.0 (4.7)                    | 16.1 (6.3)                    | 19.4 (7.6)                    | 14.6 (5.7)                    | 4.4 (1.7)                     | 1.0 (0.4)                     | 0.0 (0.0)                     | 7.5 (3.0)                     | 32.6 (12.8)                   | 50.0 (19.7)                   | 32.0 (12.6)                   | 204.5 (80.5)                  |
| متوسط الأيام الممطرة (≥ 0.2 mm)   | 0.09                          | 0.04                          | 0.09                          | 1.2                           | 4.5                           | 8.5                           | 12.8                          | 15.1                          | 16.2                          | 8.6                           | 1.2                           | 0.13                          | 68.5                          |
| متوسط الأيام المثلجة (≥ 0.2 cm)   | 10.8                          | 9.2                           | 9.3                           | 9.9                           | 8.4                           | 3.6                           | 0.26                          | 0.13                          | 5.0                           | 15.6                          | 20.3                          | 15.3                          | 107.8                         |
| ساعات سطوع الشمس الشهرية          | 63.5                          | 122.5                         | 182.5                         | 183.2                         | 159.4                         | 209.4                         | 226.0                         | 171.7                         | 97.9                          | 50.4                          | 31.8                          | 35.2                          | 1٬533٫5                       |
| نسبة وصول أشعة الشمس              | 28.6                          | 46.7                          | 49.9                          | 42.5                          | 30.6                          | 38.4                          | 41.6                          | 36.0                          | 25.4                          | 15.8                          | 13.4                          | 17.5                          | 32.2                          |
| المصدر: Environment Canada        |                               |                               |                               |                               |                               |                               |                               |                               |                               |                               |                               |                               |                               |